# Studs Lonigan
Studs Lonigan (v anglickém originále Studs Lonigan) je americký dramatický film z roku 1960. Režisérem filmu je Irving Lerner. Hlavní role ve filmu ztvárnili Christopher Knight, Frank Gorshin, Venetia Stevenson, Carolyn Craig a Jack Nicholson.

## Obsazení
| Christopher Knight | Studs Lonigan     |
| Frank Gorshin      | Kenny Killarney   |
| Venetia Stevenson  | Lucy Scanlon      |
| Carolyn Craig      | Catherine Banahan |
| Jack Nicholson     | Weary Reilly      |
| Robert Casper      | Paulie Haggerty   |
| Dick Foran         | Patrick Lonigan   |
| Katherine Squire   | paní Lonigan      |